# Cresson, Texas
Cresson là một thành phố thuộc quận Parker, tiểu bang Texas, Hoa Kỳ. Năm 2010, dân số của xã này là 741 người.

## Dân số
- Dân số năm 2000: người.
- Dân số năm 2010: 741 người.